# Norsminde
Norsminde er et lille fiskerleje ved udmundingen af Norsminde Fjord i Østjylland beliggende 20 kilometer syd for Århus centrum.
Norsminde ligger dels i Saksild Sogn i Odder Kommune (Norsminde Strand) og dels på den nordlige side af fjordmundingen (Norsminde by) i Malling Sogn i Aarhus Kommune. Begge områder af fiskerlejet tilhører Region Midtjylland.  

## Norsminde havn
Så langt tilbage som omkring 6.600 f. Kr. findes der arkæologiske spor af beboere i Norsminde og langs Norsminde fjord.[kilde mangler]
Tidligere var havnen et vigtig anløbssted for handelsskibe med tilhørende handelsplads med pakhus. Først i begyndelsen af 1800-tallet overtog Århus havn titlen som den største handelshavn i området.[kilde mangler]
I dag er Norsminde en meget aktiv lystbådehavn med 85 kølbåds-pladser og 101 jollepladser.
Både nord og syd for Norsminde findes i gå-afstand fra havnen store sommerhusområder.  
På havnerådet findes den gamle Norsminde kro bygget i 1693 og i sommerhalvåret en fiskerestaurant.

## Norsminde fjord
Fjorden har været næsten dobbelt så stor og har haft 2 øer hvoraf den ene hed Kalvø, men midt i 1830 blev ca. halvdelen inddæmmet og i 1964 blev der etableret en sluse ved udløbet for at beskytte disse inddæmmede arealer mod oversvømmelse. Der har boet mennesker ved fjorden for flere tusinde år siden eks. er fundet rester fra maglemose- og ertebøllekulturen og vikingerne har også huseret ved fjorden.[kilde mangler] I dag er fjorden beskyttet som fuglereservat.
I Norsminde findes også ruinen af Kysing Kirke.
Umiddelbart sydøst for Norsminde findes bebyggelsen Kysing Næs.